# Ranulfo Romo
Ranulfo Romo Trujillo (Ures, Sonora, 28 de agosto de 1954) es un médico, investigador, y académico mexicano especializado en neurofisiología.

## Semblanza biográfica
Realizó sus estudios en la Facultad de Medicina de la Universidad Nacional Autónoma de México (UNAM), donde obtuvo el título de médico cirujano en 1978. En 1979, comenzó su labor como investigador en el Centro Médico Nacional Siglo XXI del Instituto Mexicano del Seguro Social, donde realizó trabajos sobre la enfermedad de Parkinson,  la fisiopatología de la epilepsia y el ciclo sueño-vigilia. Se trasladó a París, Francia, para continuar su labor como investigador, de 1981 a 1984, en el Colegio de Francia. Un año más tarde, obtuvo el doctorado cum laude por la Universidad de París. Trabajó con Jacques Glowinski.[cita requerida]
Residió tres años en Suiza, donde colaboró para el Instituto de Fisiología de la Universidad de Friburgo. Realizó trabajos de investigación con Wolfram Schultz. Se trasladó a los Estados Unidos para colaborar en el Departamento de Neurociencias de la Escuela de Medicina de la Universidad Johns Hopkins. Junto con el doctor Vernon Benjamin Mountcastle realizó estudios de las bases neuronales de la percepción sensorial y de la interfaz sensoriomotora. Es investigador titular del Instituto de Fisiología Celular de la Universidad Nacional Autónoma de México desde 1989, y desde 1990 imparte cátedra en su alma mater. 
Es investigador nivel III del Sistema Nacional de Investigadores de su país, donde es miembro de la Sociedad Mexicana de Ciencias Fisiológicas, de la Academia Mexicana de Ciencias y de El Colegio Nacional (este último desde el 9 de marzo del 2011, con el discurso de ingreso "Crónicas cerebrales", el cual fue contestado por el doctor Pablo Rudomin). Asimismo, ha sido miembro de la Asociación Europea de Neurociencias (hoy Federación de Sociedades Europeas de Neurociencias) y de la Sociedad de Neurociencias. En el 2003, fue elegido miembro de la Academia de Ciencias para el Mundo en Desarrollo (TWAS, en inglés), y en el 2005, miembro extranjero de la Academia Nacional de Ciencias (NAS) de los Estados Unidos.[cita requerida]
En marzo de 2020, el doctor Ranulfo Romo fue sancionado temporalmente en el Instituto de Fisiología Celular tras ser acusado ante las Autoridades Universitarias de intento de violación. Según comunicados oficiales de la Universidad Nacional Autónoma de México, a petición del propio investigador, se iniciaron los trámites de su separación laboral de esta casa de estudios. El 6 de marzo de 2020, el Consejo Nacional de Ciencia y Tecnología de México convocó a la junta de Honor para examinar las imputaciones hechas a este miembro del Sistema Nacional de Investigadores.

## Premios y distinciones
- Premio Demuth por la Fundación Médica Suiza en 1990.
- Becario internacional de investigación por el Howard Hughes Medical Institute para realizar estudios en México en 1991.
- Beca Guggenheim en 1991.
- Premio de Ciencia y Tecnología por la Organización de los Estados Americanos (OEA) en 1994.
- Premio "Miguel Alemán Valdés" en el área de salud en 1994.
- Premio Universidad Nacional en el área investigación en ciencias naturales por la Universidad Nacional Autónoma de México (UNAM) en 1994.
- Premio "Dr. Maximiliano Ruiz Castañeda" por la Academia Nacional de Medicina de México, en 1995, 1997, 1998, 2000 y 2002.
- Premio "Ranwell Caputto", otorgado por la Sociedad Argentina de Neurociencias en 1999.
- Premio Nacional de Ciencias y Artes en el área de Ciencias Físico-Matemáticas y Naturales en 2000.
- Premio TWAS en Ciencias Médicas por la Academia de Ciencias para el Mundo en Desarrollo (TWAS), entregado en Trieste, Italia, en 2002.
- Doctorado honoris causa, UNAM, 2017.
- Doctorado honoris causa, UNISON, 2019.

## Obras publicadas
Ha escrito más de un centenar de artículos para varias revistas internacionales y ha publicado seis libros. Por ejemplo:
- Presynaptic inhibition and neural control, en colaboración con Pablo Rudomin y Lorne M. Mendell, en 1998.
- Acople cerebro-computadoras: ¿matrimonio en ciernes?, en colaboración con Pablo Rudomin, en 2008.